# Thecamichtis meissneri
Thecamichtis meissneri là một loài bướm đêm trong họ Noctuidae.